# Microrhopala erebus
Microrhopala erebus är en skalbaggsart som först beskrevs av Newman 1840.  Microrhopala erebus ingår i släktet Microrhopala och familjen bladbaggar. Inga underarter finns listade i Catalogue of Life.